# Борис Дрангов
 Тази статия е за военният деец.  За неговния внук, духовника вижте Борис Дрангов (духовник).  
Борис Стоянов Дрангов е български офицер (полковник) и военен педагог.

## Биография
Борис Дрангов е роден на 3 март (15 март нов стил) 1872 година в Скопие, тогава в Османската империя, в семейството на Стоян и Гюрга Дрангови. Баща му е богат търговец на дървен материал. Завършва пети клас на българското педагогическо училище в родния си град с отличен успех. През 1891 година е приет във Военното училище в София и със заповед №102 от 11 юли е зачислен към 1-ва юнкерска рота.
През 1894 година след конфликт със строеви офицер със заповед №63 от 10 юни старши портупей-юнкер Дрангов е освободен, разжалван и приведен в 3-ти конен полк в Пловдив. Няколко месеца по-късно на 11 октомври със заповед №112 наказанието му е отменено и той продължава образованието си във Военното училище. През 1895 г. е произведен в първия офицерски чин – подпоручик и назначен за младши офицер в 3-ти конен полк в Пловдив. На 21 януари 1893 година със заповед №3 е назначен за младши офицер в четвърти ескадрон на 2-ри конен полк в Лом. През 1899 година със заповед №2 е произведен в чин поручик.
В Лом младият офицер се запознава с Райна Денкова Попова – дъщеря на Денко Николов Попов от село Мало Нагоричене – четник на дядо Ильо войвода, участвал в Сръбско-турската война (1876). През Руско-турската война (1877 – 1878) влиза с отряда на генерал Йосиф Гурко в София. Участвал в Илинденско-Преображенското въстание (1903) и в Балканската война (1912 – 1913) като опълченец. Райна и Борис се женят, имат 5 деца, едно от които – Кирил Дрангов – е виден деец на ВМРО.

### Илинденско-Преображенско въстание (1903)
По време на Илинденско-Преображенското въстание (1903) Дрангов напуска военната служба и заминава за Македония заедно с други офицери. На 17 август от Кюстендил той изпраща писмо на съпругата си, в което пише:
| „ | ...В тоя тържествен миг, аз, без да се колебая, поставям Отечеството по-високо от семейството, неговата доброчестина по-горе от нашите лични блага... | “ |

Участва в сражението в планината Плавица, Кратовско на 29 август 1903 година, а Владислав Ковачов пише: 
| „ | Дрангов се държа отлично. Той бе напълно спокоен и добре направляваше огъня... | “ |

През 1904 г. като поручик във 2-ри конен полк е командирован в Николаевската генералщабна академия в Санкт-Петербург, Русия, като междувременно на 3 януари 1905 г. е произведен в чин ротмистър. През 1907 година завършва академията с отличие и се завръща в България, за да продължи службата си в армията – 6-и пехотен, а след това в артилерийски полк. За кратко време е назначен за преподавател в Школата за запасни подпоручици в Княжево, а след това е ескадронен командир в 10-и конен полк в Шумен. На 4 септември 1910 г. е произведен в чин майор и е назначен за преподавател по тактика във Военното училище в София. През този период започва да пише във военни издания, предимно в списание „Народ и армия“.
В годините 1910 – 1912 година майор Дрангов заедно с подполковник Александър Протогеров, майор Петър Дървингов и подполковник Климент Кръстев застава начело революционната група от дейци, принадлежащи към бившия Върховен комитет.

### Балканска война и Междусъюзническа война (1912 – 1913)
През Балканската война (1912 – 1913) е началник на щаба на 1-ва бригада от 1-ва пехотна дивизия. Печели славни победи – при Гечкинли (22 октомври 1912), Чаталджа (17 ноември 1912), Одрин (13 март 1913), Селиолу, Ескиполос и Петра. При овладяването на Селиолу лично предвожда една от дружините в атака. За проявения героизъм е награден с орден „За храброст“ IV степен.
През Междусъюзническата война (1913) се сражава със сърбите при връх Бубляк.
Поради критичните си статии за военния министър генерал Иван Фичев и инспектора на кавалерията генерал Александър Танев е даден под съд. Делото започва да се разглежда на 18 февруари 1914 в Пловдивския военен съд. На 25 февруари Дрангов е оправдан, но пловдивският военен прокурор касира делото и на 12 март го представя на Главния военен съд в София. Още на 16 април делото срещу него е подновено. Негови доброволни защитници са юристът професор Моллов и о.з. полковник Топалов. Присъдата отново е оправдателна, но Дрангов изпада в немилост, повишаването му в чин умишлено се забавя и той е изпратен да служи в редица градове в провинцията. На 19 февруари 1915 г. със заповед, която влиза в сила от 15 февруари, е произведен в чин подполковник. На 2 септември 1915 г. със заповед №420 се сформира 11-а пехотна дивизия – наследник на Македоно-одринското опълчение. В състава на дивизията влизат 1 артилерийски и 6 пехотни полка, а подполковник Дрангов е назначен за началник на 5-и македонски полк.

### Първа световна война (1915 – 1918)
През Първата световна война (1915 – 1918), като командир на полка, от дивизията, която е съставена почти изцяло от необучени българи от Македония, Дрангов успява за кратко време да го подготви и да направи от него напълно боеспособна бойна единица. Участва в боевете при Калиманци, Кочани и Щип. На 25 ноември 1915 г. с нощна атака под неговото ръководство е превзето село Градец.
През февруари-март на 1916 г. полкът се намира източно от Петрич. Там по идея на Дрангов (в землището на днешното село Дрангово) през този период се изгражда паметник чешма на загиналите войници и офицери от 5-и пехотен македонски полк, върху която оригинално е изписан следният надпис:
| “ | 9. V. 17. Драги Кириле, Поздравявамъ те сърдечно съ И. ти день – праздникътъ, който тукъ се вижда най-добрѣ, че е великъ и тържественъ. За да се носи свободно духа на великитѣ просвѣтители въ родната земя, българската войска върши чудеса отъ юначество и себеотрицание. Всичко е будно и бодро на своя постъ, всѣкога готово да срѣщне врага и да го срази. Азъ съмъ здравъ, бодъръ, както рѣдко въ живота. Желая отъ сърдце и вие да бѫдете здрави, бодри, спокойни. Целувамъ нежно всички ви. Здравѣйте! Любещия те татко. | ” |
|   | |   |

| „ | 1916 на ПАДНАЛИТѢ ЮНАЦИ от 5 пѣх. Македонски полкъ | “ |

Големите жертви, които дава офицерският състав на армията, налагат през месец май 1916 г. да се създаде Школа за запасни подпоручици в Скопие. На 15 май за началник на школата е назначен подполковник Дрангов. Така той напуска редиците на 5-и македонски полк и заминава за родния си град. На 17 май школата е тържествено открита и в нея постъпват 1053 младежи. Там Дрангов се ползва с изключителен авторитет, благодарение на изключителното си ораторско майсторство, откритостта, чистосърдечността и личния пример, който винаги дава. Големият български писател Чудомир пише в спомените си за Борис Дрангов:
| „ | Още щом ни посрещна, щом се яви пред нас, подполковник Дрангов ни грабна и покори. Висок, строен, опънат като струна, със сини очи, които магьосват, той сякаш непрестанно гореше. И какъв изключителен оратор... Голям педагог, сърцевед, когото чувствувахме повече като добър баща, отколкото началник... Неизброими качества на човек, войник и вожд притежаваше Дрангов и мъчно биха се изброили в това тясно място, но начело на всички стоеше без съмнение личният пример. | “ |

Школниците са произведени в чин на 17 септември, като успешно завършват 876 души. На 21 септември 1916 г., след като школата е закрита, Дрангов заема длъжността началник-щаб на 1-ва пехотна дивизия и близо 6 месеца е по бойните полета на Добруджа в кампанията срещу Румъния.
На 18 март 1917 г. поема командването на 9-и пехотен пловдивски полк от 2-ра пехотна дивизия. Отбранява участъка от кота 1050 в битката при завоя на река Черна (Южния фронт).
На 26 май 1917 при френски артилерийски обстрел в околностите на кота 1050, в завоя на река Черна, подполковник Дрангов е тежко ранен. Шрапнелът от падналия до него снаряд разкъсва крака му, което води до тежка кръвозагуба. По-късно същата вечер умира от раните си. Последните думи на подполковник Борис Дрангов са също толкова вдъхновяващи, колкото и делата му приживе „Колко много исках още да служа на България“.
Погребан е в двора на църквата „Свети Димитър“ в Скопие, но по-късно сръбските власти преместват костите му в градското гробище. В негова чест котата се преименува в „Подполковник Дрангов“. За бойни отличия през войната е награден с военен орден „За храброст“, III степен. На 20 юли 1917 г. посмъртно е повишен в чин полковник.
Освен като храбър офицер Дрангов се проявява и като отличен педагог. Съвременната военна наука в България го определя като първия военен теоретик на тактиката.

## Военни звания
- Подпоручик (1895)
- Поручик (1899)
- Капитан (1905)
- Майор (4 септември 1910)
- Подполковник (15 февруари 1915)
- Полковник (20 юли 1917)

## Родословие
|  |  |  |  |  |  |  |  |  |  |  |  | Стоян Дрангов | Стоян Дрангов | Стоян Дрангов | Стоян Дрангов | Стоян Дрангов               | Стоян Дрангов               |                             |                             | Гюрга Дрангова              | Гюрга Дрангова              | Гюрга Дрангова | Гюрга Дрангова | Гюрга Дрангова              | Гюрга Дрангова |  |  | Денко Николов (1858 – 1933) | Денко Николов (1858 – 1933) | Денко Николов (1858 – 1933) | Денко Николов (1858 – 1933) | Денко Николов (1858 – 1933) | Денко Николов (1858 – 1933) |                           |                           | Виктория Николова         | Виктория Николова         | Виктория Николова | Виктория Николова | Виктория Николова | Виктория Николова |  |  |  |  |  |  |  |  |
|  |  |  |  |  |  |  |  |  |  |  |  | Стоян Дрангов | Стоян Дрангов | Стоян Дрангов | Стоян Дрангов | Стоян Дрангов               | Стоян Дрангов               |                             |                             | Гюрга Дрангова              | Гюрга Дрангова              | Гюрга Дрангова | Гюрга Дрангова | Гюрга Дрангова              | Гюрга Дрангова |  |  | Денко Николов (1858 – 1933) | Денко Николов (1858 – 1933) | Денко Николов (1858 – 1933) | Денко Николов (1858 – 1933) | Денко Николов (1858 – 1933) | Денко Николов (1858 – 1933) |                           |                           | Виктория Николова         | Виктория Николова         | Виктория Николова | Виктория Николова | Виктория Николова | Виктория Николова |  |  |  |  |  |  |  |  |
|  |  |  |  |  |  |  |  |  |  |  |  |               |               |               |               |                             |                             |                             |                             |                             |                             |                |                |                             |                |  |  |                             |                             |                             |                             |                             |                             |                           |                           |                           |                           |                   |                   |                   |                   |  |  |  |  |  |  |  |  |
|  |  |  |  |  |  |  |  |  |  |  |  |               |               |               |               | Борис Дрангов (1872 – 1917) | Борис Дрангов (1872 – 1917) | Борис Дрангов (1872 – 1917) | Борис Дрангов (1872 – 1917) | Борис Дрангов (1872 – 1917) | Борис Дрангов (1872 – 1917) |                |                |                             |                |  |  |                             |                             |                             |                             | Райна Дрангова (1882 – ?)   | Райна Дрангова (1882 – ?)   | Райна Дрангова (1882 – ?) | Райна Дрангова (1882 – ?) | Райна Дрангова (1882 – ?) | Райна Дрангова (1882 – ?) |                   |                   |                   |                   |  |  |  |  |  |  |  |  |
|  |  |  |  |  |  |  |  |  |  |  |  |               |               |               |               | Борис Дрангов (1872 – 1917) | Борис Дрангов (1872 – 1917) | Борис Дрангов (1872 – 1917) | Борис Дрангов (1872 – 1917) | Борис Дрангов (1872 – 1917) | Борис Дрангов (1872 – 1917) |                |                |                             |                |  |  |                             |                             |                             |                             | Райна Дрангова (1882 – ?)   | Райна Дрангова (1882 – ?)   | Райна Дрангова (1882 – ?) | Райна Дрангова (1882 – ?) | Райна Дрангова (1882 – ?) | Райна Дрангова (1882 – ?) |                   |                   |                   |                   |  |  |  |  |  |  |  |  |
|  |  |  |  |  |  |  |  |  |  |  |  |               |               |               |               |                             |                             |                             |                             |                             |                             |                |                |                             |                |  |  |                             |                             |                             |                             |                             |                             |                           |                           |                           |                           |                   |                   |                   |                   |  |  |  |  |  |  |  |  |
|  |  |  |  |  |  |  |  |  |  |  |  |               |               |               |               |                             |                             |                             |                             |                             |                             |                |                | Кирил Дрангов (1901 – 1946) |                |  |  |                             |                             |                             |                             |                             |                             |                           |                           |                           |                           |                   |                   |                   |                   |  |  |  |  |  |  |  |  |
|  |  |  |  |  |  |  |  |  |  |  |  |               |               |               |               |                             |                             |                             |                             |                             |                             |                |                |                             |                |  |  |                             |                             |                             |                             |                             |                             |                           |                           |                           |                           |                   |                   |                   |                   |  |  |  |  |  |  |  |  |
|  |  |  |  |  |  |  |  |  |  |  |  |               |               |               |               |                             |                             |                             |                             |                             |                             |                |                |                             |                |  |  |                             |                             |                             |                             |                             |                             |                           |                           |                           |                           |                   |                   |                   |                   |  |  |  |  |  |  |  |  |
|  |  |  |  |  |  |  |  |  |  |  |  |               |               |               |               |                             |                             |                             |                             | Райна Дрангова              | Райна Дрангова              | Райна Дрангова | Райна Дрангова | Райна Дрангова              | Райна Дрангова |  |  | Борис Дрангов               | Борис Дрангов               | Борис Дрангов               | Борис Дрангов               | Борис Дрангов               | Борис Дрангов               |                           |                           |                           |                           |                   |                   |                   |                   |  |  |  |  |  |  |  |  |

## Памет
В чест на Борис Дрангов три български населени места носят името Дрангово – Дрангово, област Благоевград, Дрангово, област Кърджали и Дрангово, област Пловдив. На Борис Дрангов е кръстен и Дрангов връх в Антарктика.
На 29 септември 1999 година в Добрич е открита паметна плоча с барелеф на полк. Борис Дрангов.
През 2007 година, по инициатива на историка Рада Банялиева, на мястото, където са били казармите на 9-и пехотен пловдивски полк в Пловдив, е издигнат паметник в чест на Дрангов. Той е открит на 31 май 2007 г. и е дело на скулптора Атанас Карадечев. Монументът е във формата на щик, изработен от мрамор и метал с височина 9 метра.
На гроба на Борис Дрангов в Скопие редовно се провеждат възпоменания в присъствието на посланика на България в Република Северна Македония и местни македонски българи.
На 2 март 2018 година във Военната академия „Г. С. Раковски“ е открит и осветен първият в София паметник на полковник Борис Дрангов.

### Самостоятелни издания
- Подробна програма за обучение на млади войници и редници, Лом, 1898
- Юнаци, изпълнете клетвата, Лом, 1901
- Тактика, София, 1912
- "Походът на Наполеона I в Русия", публикувано в сп. „Славянски глас“, книжка II, година X, София, 1912 година"
- Помни войната, Скопие, 1916
- Психология на групата и колектива , 1940

### Периодичен печат
Борис Дрангов е автор на множество статии във вестници и списания сред които: списание „Военен журнал“, списание „Войнишка сбирка“, вестник „Военни известия“, списание „Войн“, вестник „Военен глас“, вестник „Подофицерска защита“, списание „Свободно мнение“, списание „Народ и армия“, вестник „Военна България“ и други.